# محمد علي حسن المؤيد
الشيخ محمد علي حسن المؤيد (ولد في 1948) رجل دين يمني أدين في عام 2005 بتهم التآمر على الولايات المتحدة لتقديم دعم مادي وموارد لحماس والقاعدة ولكنه ألغيت إدانته في محكمة الاستئناف في عام 2008. أقر بأنه مذنب في التآمر لجمع أموال لحركة حماس وحكم عليه بأداء عدد من ساعات ضمن برنامج الخدمة المجتمعية ثم رحل إلى اليمن. قبل إلقاء القبض عليه كان إمام المسجد الرئيسي في صنعاء وعضو رفيع المستوى من الحزب المعارض حزب التجمع اليمني للإصلاح في اليمن.
ادعى المؤيد انه كان مستشار أسامة بن لادن الروحي في ثمانينات القرن العشرين لكنه يقول أن علاقتهما انتهت بعد انسحاب الاتحاد السوفيتي من أفغانستان. أصدر بن لادن فتوى تدعو لقتل المؤيد بعدما انتقده علنا.
في عام 2003 سافر الشيخ المؤيد إلى ألمانيا للقاء محمد العنسي مخبر مكتب التحقيقات الفيدرالي الذي تظاهر بأنه أحد الأثرياء حزب الفهود السود. استطاع مكتب التحقيقات الفدرالي تسجيل فيديو للمؤيد في فندق فرانكفورت وهو يعد بتحويل أكثر من مليوني دولار لحماس. قبضت عليه الشرطة الألمانية بناء على طلب من مكتب التحقيقات الفدرالي. اعتقل أيضا محمد محسن يحيى زايد مساعد المؤيد. وجها نداء إلى المحكمة الدستورية الاتحادية في ألمانيا ضد تسليمهما. الاستئناف رفض حيث وجدت المحكمة أن الولايات المتحدة قد أعطت تأكيدات لألمانيا أن المشتبه بهما لن يواجها محكمة عسكرية أو أي محكمة خاصة أخرى. لذلك تم تسليمهما إلى حجز الولايات المتحدة واقتيدا إلى مدينة نيويورك لمواجهة المحاكمة. تقرر محاكمتهما في المحكمة الجزئية في بروكلين لأنه المؤيد جمع التبرعات في مسجد بروكلين. أثناء الاعتقال قال جون أشكروفت أن المؤيد كان قد اعترف بتمويل أسامة بن لادن 20 مليون دولار قبل هجمات 11 سبتمبر.
في عام 2005 أدين المؤيد جنبا إلى جنب مع زايد في تهم مختلفة من تقديم دعم مادي لتنظيم القاعدة وحماس. وكان القاضي في قضية ستيرلينغ جونسون الابن وخلال المحاكمة كان محمد العنسي مخبر مكتب التحقيقات الفدرالي في ألمانيا بمثابة شاهد للدفاع. شملت إجراءات المحاكمة عرض شريط الفيديو للجريمة التي أدلى به المخبر.
قدمت النيابة أيضا شهادة أحد الناجين من تفجير انتحاري لحافلة عام 2002 في تل أبيب. وقال الادعاء أن هذه الشهادة كانت تهدف إلى إظهار هيئة المحلفين أن حماس هي منظمة إرهابية على الرغم من أن الدفاع لم يعترض على هذا. وبالإضافة إلى ذلك سمح للإدعاء بتقديم شهادة من يحيى غوبا وهو عضو في منظمة بوفالو ستة على الرغم من اعتراضات الدفاع. شهد غوبا بأن المؤيد شارك في معسكر تدريب تابع لتنظيم القاعدة. تم العثور على شكل المعسكر في أفغانستان على أيدي جنود أمريكيين. وصف غوبا التدريب في المخيم بأن شمل المتفجرات والأسلحة والزيارات التي يقوم بها بن لادن. ولخص خطاب بن لادن في المعسكر بالحديث عن أهمية أداء الجهاد.
القاضي جونسون قال عن تسجيل الفيديو بأنه تقشعر لها الأبدان وقال أن المؤيد قدم الدعم المادي والمال والأسلحة والمجندين لحماس والقاعدة. تلقى المؤيد حكما بالسجن 75 عاما وغرامة 1.25 مليون دولار. أشادت إدارة بوش بالإدانة التي اعتبرتها بمثابة ضربة كبيرة لتنظيم القاعدة.
في أكتوبر 2008 ألغت محكمة الاستئناف حكم الإدانة وقضت بأن هيئة المحلفين تأثرت بشهادات حول الإرهاب لا علاقة لها بالقضية. على وجه التحديد اعتبر أن شهادة كل من غوبا وضحية الهجوم الفلسطيني في تل أبيب غير مقبولة. بمذكرة كتبها القاضي بارينغتون دانيلز باركر الابن بلغت 68 صفحة تحولت القضية إلى المحكمة الجزئية جنبا إلى جنب مع النص المألوف أن إعادة المحاكمة يجب أن تكون بقاضي مختلف.
في عام 2009 اعترف المؤيد بتهمة واحدة وهي جمع أموال لحماس. حكم عليه بتأدية خدمة مجتمعية وتم ترحيله. وصل اليمن في أغسطس برفقة زايد حيث كان في استقبالهم آلاف المؤيدين. في اليوم نفسه هنئهم رئيس جمهورية اليمن في ذلك الوقت علي عبد الله صالح.